# Sarín (Sánchez Carrión)
Sarín es una localidad peruana capital del Distrito de Sarín de la Provincia de Sánchez Carrión en el Departamento de La Libertad. Se ubica aproximadamente a unos 210 kilómetros al este de la ciudad de Trujillo.